# 永昌郡
永昌郡（えいしょう-ぐん）は、中国にかつて存在した郡。後漢から南北朝時代にかけて、現在の雲南省西部に設置された。ほかに別の地に置かれた永昌郡がいくつかあったが、それらはいずれも短期間のものに終わった。

## 概要
69年（永平12年）、哀牢王柳貌が後漢に帰順すると、その地に永昌郡が置かれた。
後漢のとき、永昌郡は益州に属し、不韋・巂唐・比蘇・葉楡・邪龍・雲南・哀牢・博南の8県を管轄した。
225年（建興3年）、三国の蜀漢により建寧郡と永昌郡が分割されて雲南郡が新設された。
271年（晋の泰始7年）、寧州が立てられると、永昌郡は寧州に転属した。西晋の永昌郡は不韋・永寿・比蘇・雍郷・南涪・巂唐・哀牢・博南の8県を管轄した。311年（永嘉5年）、寧州刺史の王遜が永昌郡と雲南郡を分割して河陽郡を立てた。東晋の成帝のとき、河陽郡は東西に分割された。
南朝宋では、西河陽郡と東河陽郡があったが、永昌郡の記録は見られない。
南朝斉のとき、永昌郡は永安・永寿・不建・犍𤧶・雍郷・西城・博南の7県を管轄した。

## 開州永昌郡
西魏のとき、宣漢県に永昌郡が置かれ、開州に属した。583年（開皇3年）、隋が郡制を廃すると、永昌郡は廃止されて、開州に編入された。

## 徐州永昌郡
北斉のとき、豊県に永昌郡が置かれた。まもなく廃止された。

## 楚州永昌郡
北周のとき、大昌県に永昌郡が置かれた。まもなく廃止された。